# سلفانيت
السلفانيت أو تلوريد الفضة والذهب (Ag،Au)Te2 هو أكثر تلوريدات الذهب شيوعا.

## روابط خارجية
Chisholm, Hugh, ed. (1911). "Sylvanite" . Encyclopædia Britannica (بالإنجليزية) (11th ed.). Cambridge University Press.